# Institut national de recherche sur les transports et leur sécurité
 (février 2022).

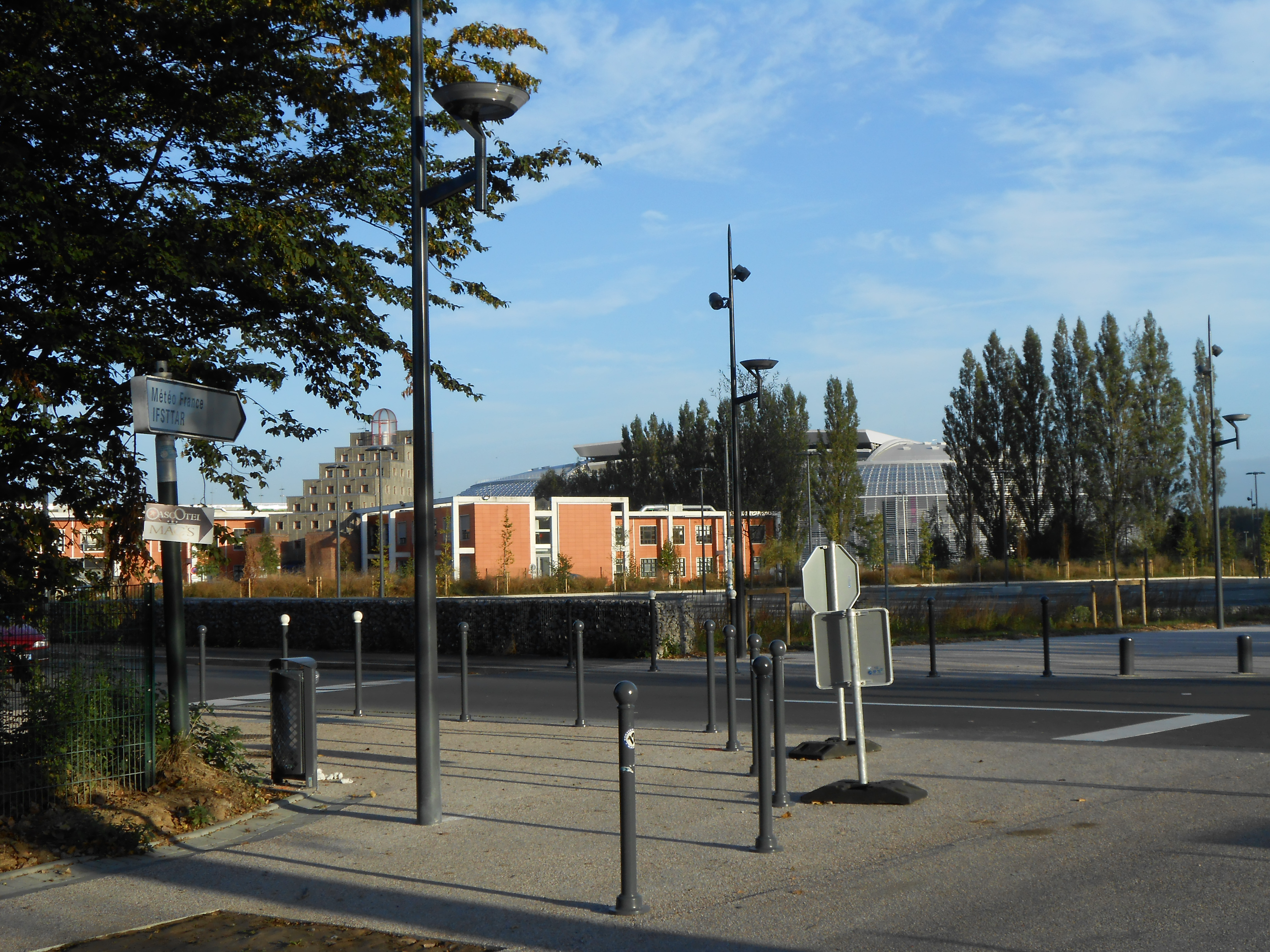
L'IFSTTAR au sein de la Cité scientifique à Villeneuve-d'Ascq.

L’Institut national de recherche sur les transports et leur sécurité (INRETS), créé par le décret no 85-984 du 18 septembre 1985, était un établissement public à caractère scientifique et technologique placé sous la double tutelle du ministère de l’Écologie, du Développement et de l’Aménagement durables et du ministère chargé de la recherche. Il est issu de la fusion de l'Institut de recherche des transports (IRT), et de l’Organisme national de sécurité routière (ONSER).
Au 1er janvier 2011, l'INRETS et le Laboratoire central des ponts et chaussées ont fusionné pour donner naissance à l'Institut français des sciences et technologies des transports, de l'aménagement et des réseaux (IFSTTAR), ce dernier ayant intégré l'Université Gustave-Eiffel au 1er janvier 2020.

## Organisation
Avec un effectif de 500 personnes, l’INRETS est structuré en dix-sept unités de recherche.
Le siège social de l’institut est à Bron, après avoir été situé à Arcueil.
L’institut comprend les centres de recherche suivants :
- Bron (Lyon) ;
- Marne-la-Vallée ;
- Marseille ;
- Salon-de-Provence ;
- Satory ;
- Villeneuve-d’Ascq (Lille).

L’INRETS est associé aux recherches de deux pôles de recherche et d’enseignement supérieur :
- Université de Lille[4], en coopération avec l’École centrale de Lille, l’École nationale supérieure d'ingénieurs en informatique automatique mécanique énergétique électronique et l’Université de Valenciennes.
- Université Paris-Est, en coopération avec l’École nationale des ponts et chaussées.

### Directeurs généraux
- 1985-1995 : Georges Dobias, ingénieur en chef des ponts et chaussées
- 1995-1996 : Jacques Rousset, ingénieur général des ponts et chaussées
- 1996-1997 : Pierre Chantereau, ingénieur général des ponts et chaussées
- 1997-2000 : Édouard Bridoux, professeur des universités
- 2000-2002 : Elisabeth Dupont-Kerlan, ingénieur général des ponts et chaussées
- 2003-2011 : Guy Bourgeois

## Domaines d'action
Les missions de l’INRETS sont la recherche et le développement, l’expertise et l’aide à la décision, la valorisation des recherches et la diffusion des connaissances dans le champ des transports terrestres mais aussi aux interfaces du maritime et de l’aérien. L’INRETS mène des projets, en partenariat avec des équipes universitaires, des professionnels du transport et avec les acteurs économiques du monde des transports. Son activité se regroupe autour de cinq grandes missions :
- rassembler et développer les connaissances scientifiques par une approche globale du système des transports ;
- assurer des missions d’expertise et de conseil ;
- contribuer à l’effort général de l’enseignement supérieur ;
- valoriser les résultats de recherche dans le cadre de partenariats économiques ;
- diffuser les connaissances acquises auprès d’un large public.

## Axes de recherche
Pour répondre à ses missions, l’INRETS réalise des études dans les domaines suivants :
Sécurité des personnes
- Santé des personnes et insécurité routière (épidémiologie, accidentologie, biomécanique, psychologie et sociologie du comportement humain)
- Politiques publiques : action sur les comportements et régulation des risques
- Technologie et facteurs humains : coopération homme-machine

Usage des réseaux de transport et réduction de la dépendance au pétrole
- Mobilité des personnes, modes de vie, territoires (analyse de la mobilité, acceptabilité et conditions de changements, réseaux et aménagement du territoire)
- Transport de marchandises
- Trafic, déplacements et gestion des réseaux : outils et méthodes

Fiabilité et durabilité des systèmes de transport, optimisation de leur consommation énergétique et réduction de leur impact sur l’environnement
- Exploitation sûre et performante des transports guidés et des transports collectifs
- Communication, navigation, surveillance ; diagnostic et maintenance
- Évaluation et réduction des émissions de gaz à effet de serre et polluants

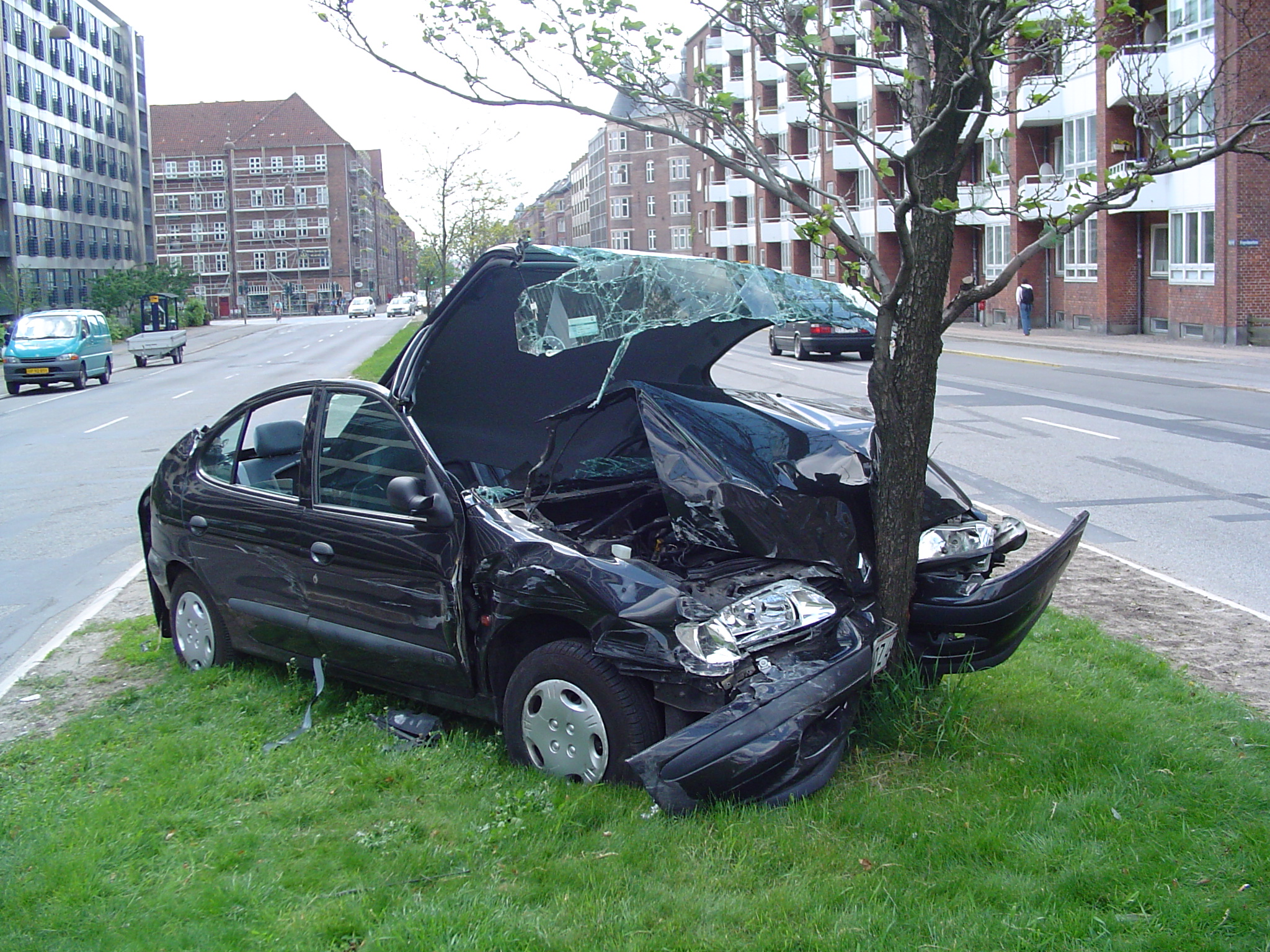
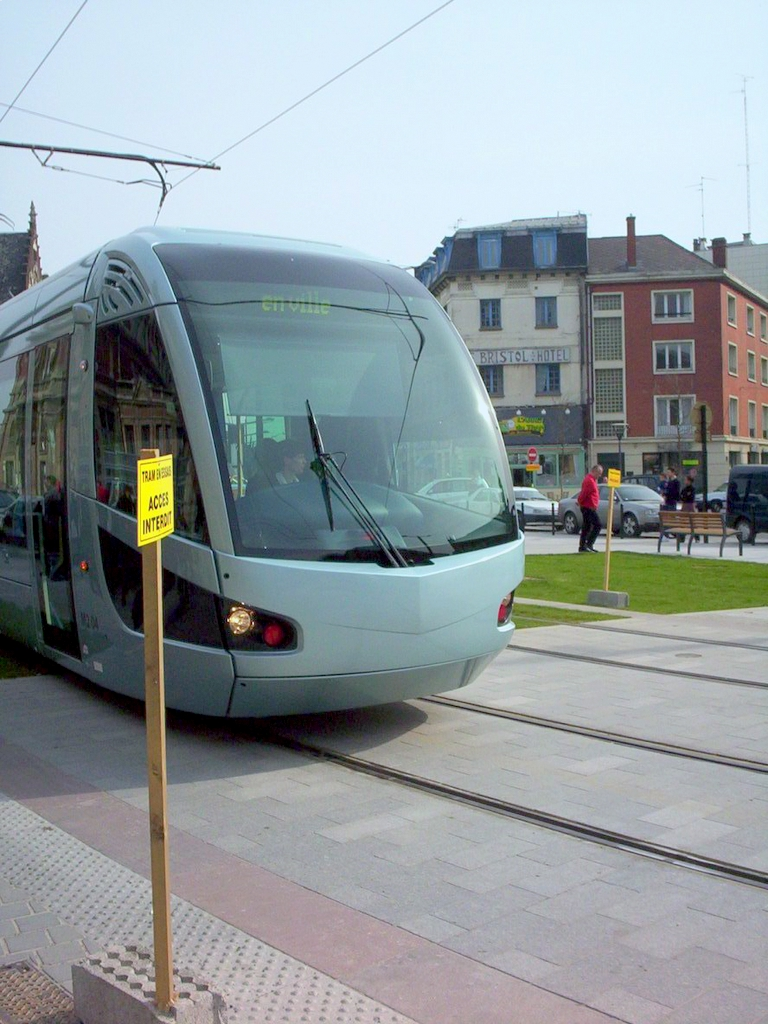
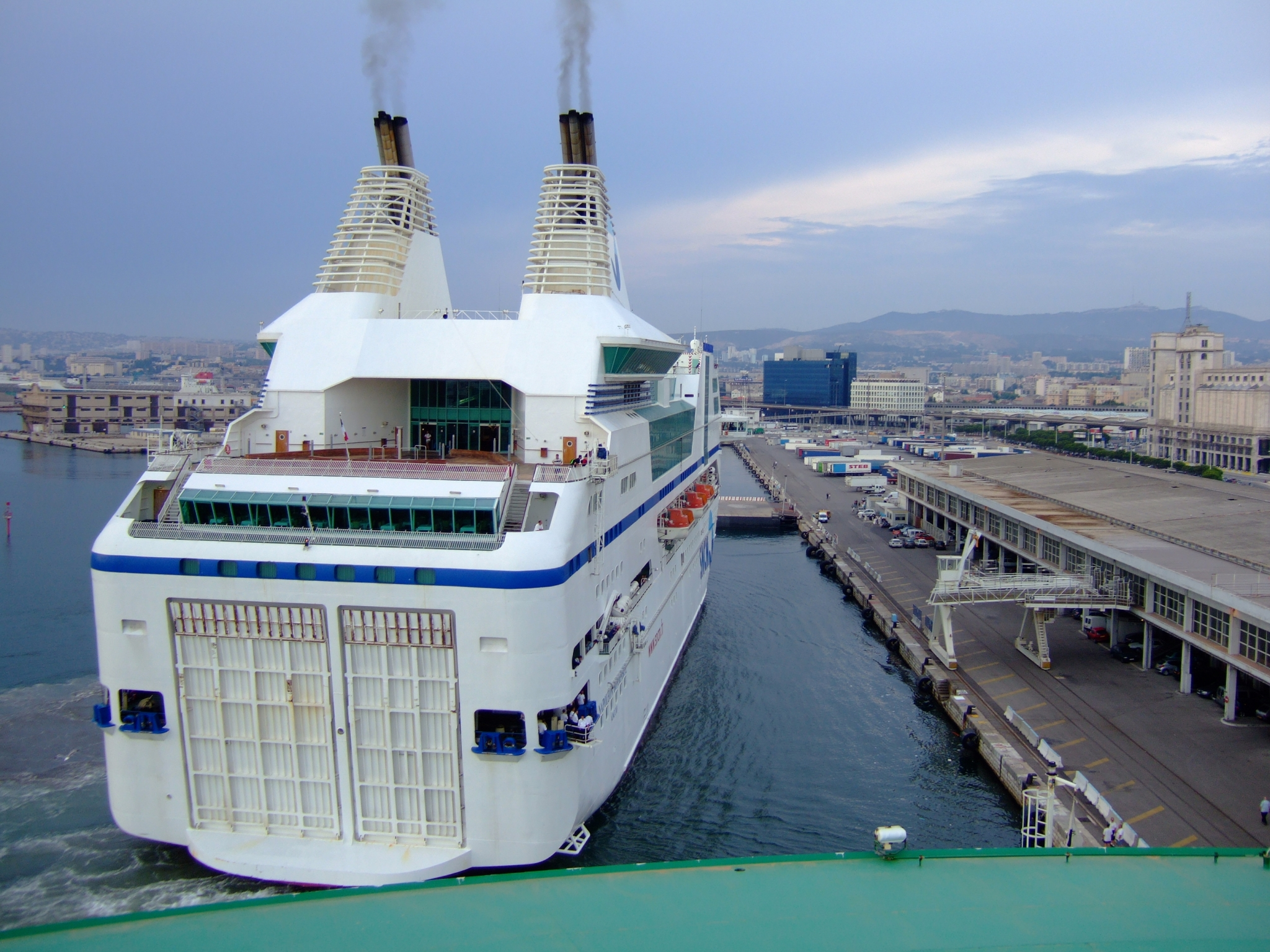

- Évaluation et réduction du bruit des transports - Analyse multi-nuisances

## Exemples de projets

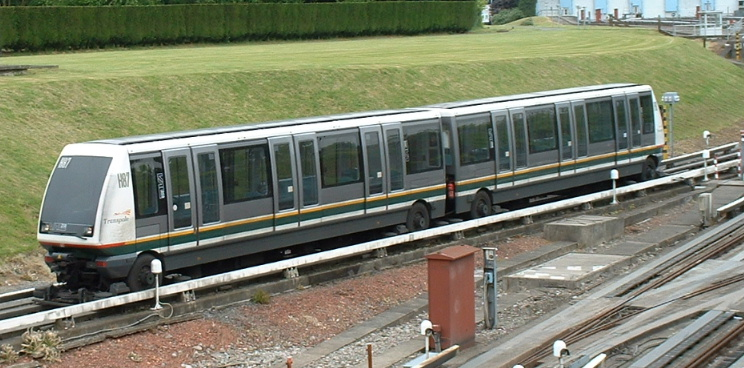
Métro VAL (Véhicule automatique léger).

- Le projet Realman qui a eu pour but la modélisation de mouvements humains, en collaboration avec des industriels de l’automobile tels que Renault.
- Le projet ETAS concernant l’évaluation des systèmes de transport automatisés et de leur sécurité, en particulier dans le domaine ferroviaire et des métros.
- Le projet LAVIA (limiteur s’adaptant à la vitesse autorisée) qui a pour ambition d’aider le conducteur à diminuer sa vitesse, facteur aggravant et parfois même déclenchant des accidents de la route.
- L’enquête ECHO qui a permis d’étudier le transport de marchandises dans sa complexité et de mesurer le poids des différents modes de transport.
- Le projet européen Urban Track[5] qui traite de l’optimisation des stratégies de maintenance des systèmes de transports guidés, urbains notamment et qui associe plusieurs réseaux de transport européens.